# Pristimantis paramerus
Espèce
Synonymes
- Eleutherodactylus paramerus Rivero, 1984 "1982"
- Mucubatrachus paramerus (Rivero, 1984)

Statut de conservation UICN

 EN B1ab(iii) : En danger
Pristimantis paramerus est une espèce d'amphibiens de la famille des Craugastoridae.

## Répartition
Cette espèce est endémique de l'État de Mérida au Venezuela. Elle se rencontre entre 2 900 et 3 330 m d'altitude sur le páramo de Santo Domingo dans la cordillère de Mérida.

## Publication originale
- Rivero, 1984 "1982" : Los Eleutherodactylus (Amphibia, Salientia) de los Andes venezolanos. 2. Especies Subparameras. Memoria de la Sociedad de Ciencias Naturales La Salle, vol. 42, no 118, p. 57-132.